# 横手ラジオ中継局
横手ラジオ中継局（よこてラジオちゅうけいきょく）は、秋田県横手市にあるNHK秋田放送局とABSの中波放送中継局の総称。尚、正式な名称は、NHKが放送局としてはNHK横手放送局（中継局は通称）、送信施設としては横手ラジオ中継放送所、ABSが浅舞放送局であるが、ここでは便宜上一括して｢横手ラジオ中継局｣として記述する。

## 概要
- 当中継局は、横手市に所在し、仙北平鹿地域の広範囲に送信している。

## 中継局概要
| 放送局名       | 呼出符号 | 周波数  | 空中線電力 | 放送対象地域 | 放送区域内世帯数 | 開始年月日    |
| NHK秋田第1放送 | なし     | 1341kHz | 100W       | 秋田県       | 約8万世帯        | 1952年4月27日 |
| NHK秋田第2放送 | なし     | 1602kHz | 100W       | 秋田県       | 約8万世帯        | 1954年3月3日  |
| ABS秋田放送    | JOTO     | 1485kHz | 100W       | 秋田県       | 約-世帯          | 1957年6月22日 |

- NHKの呼出符号は、第1放送がJOUS、第2放送がJOUYであったが、1958年3月に廃止された[要出典]。
- 尚、呼出符号「JOUS」は、現在テレビ埼玉の呼出符号として使用されている。

### 中継局置局住所
- NHK…秋田県横手市三枚橋2丁目5番14号
- ABS…秋田県横手市平鹿町浅舞字川南38番地

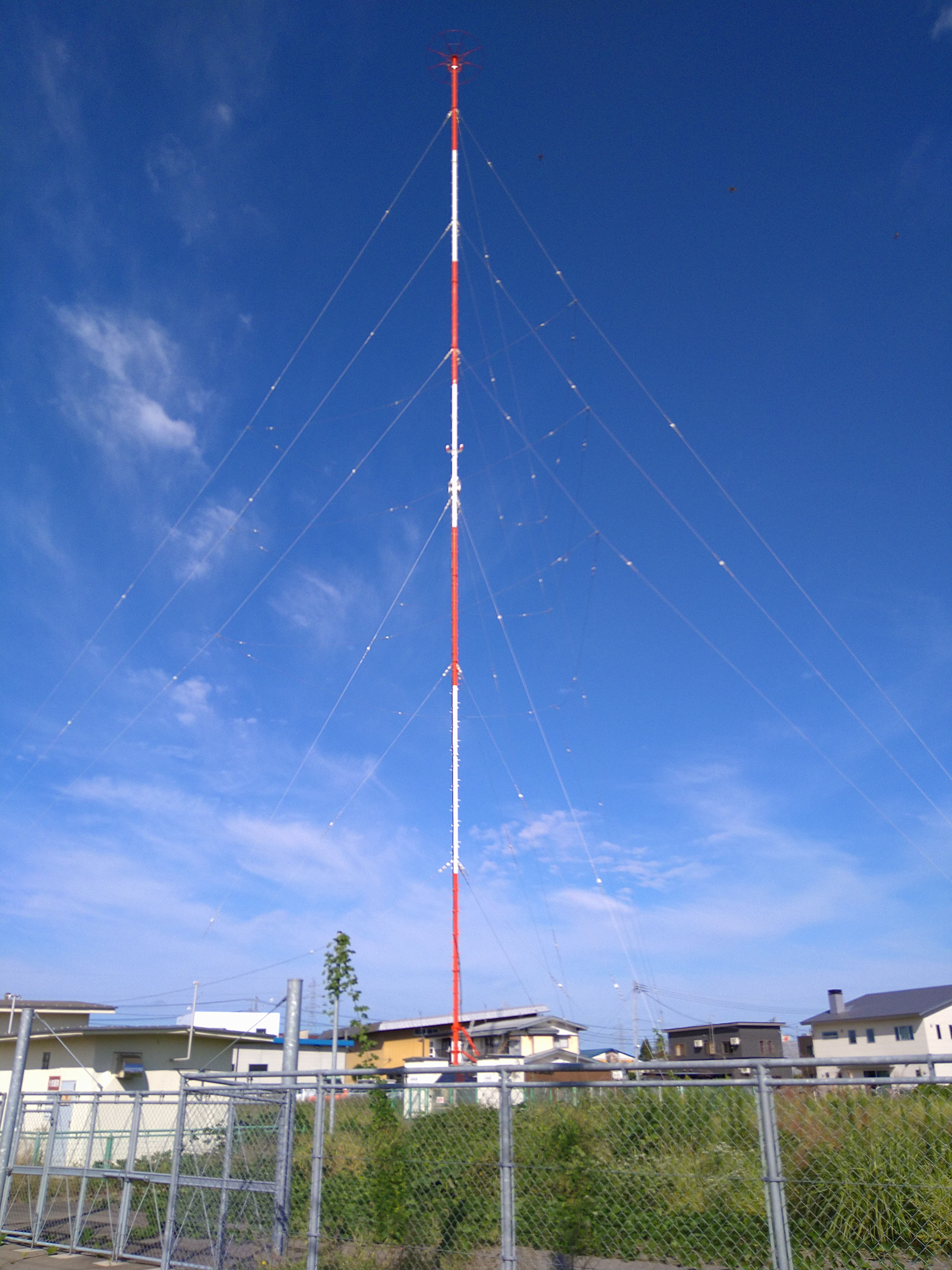
NHKラジオ横手放送局送信塔全景（2021年9月）
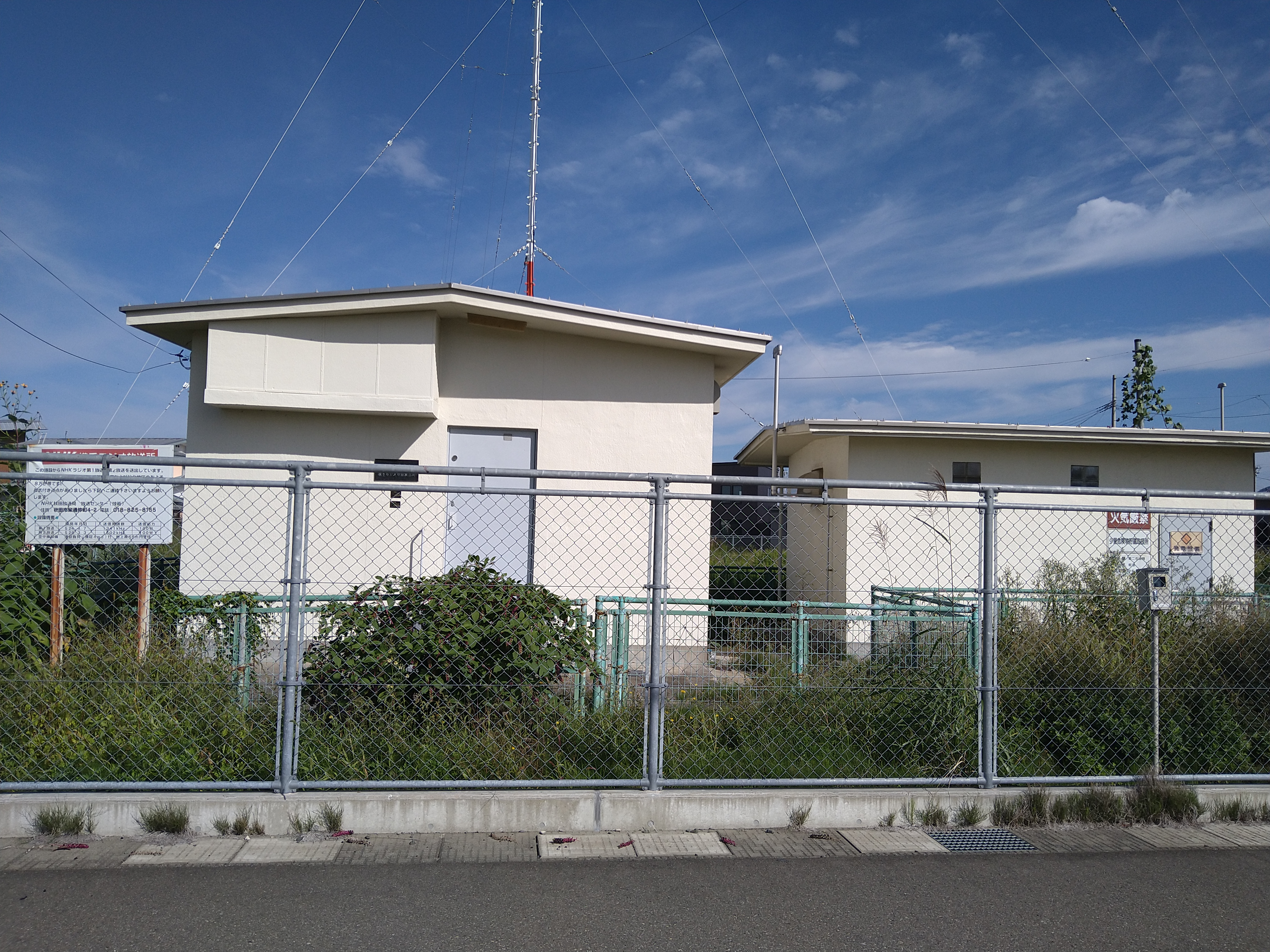
NHKラジオ横手放送局局舎（2013年5月）
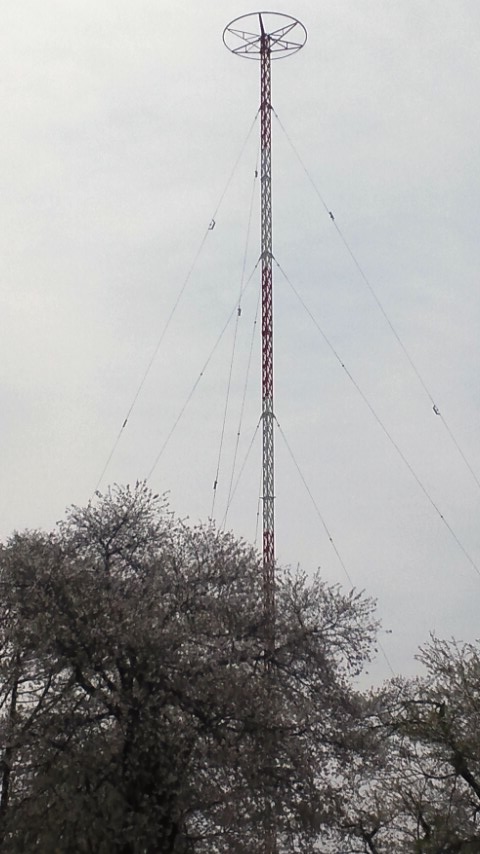
ABSラジオ浅舞放送局送信塔全景（2013年5月）
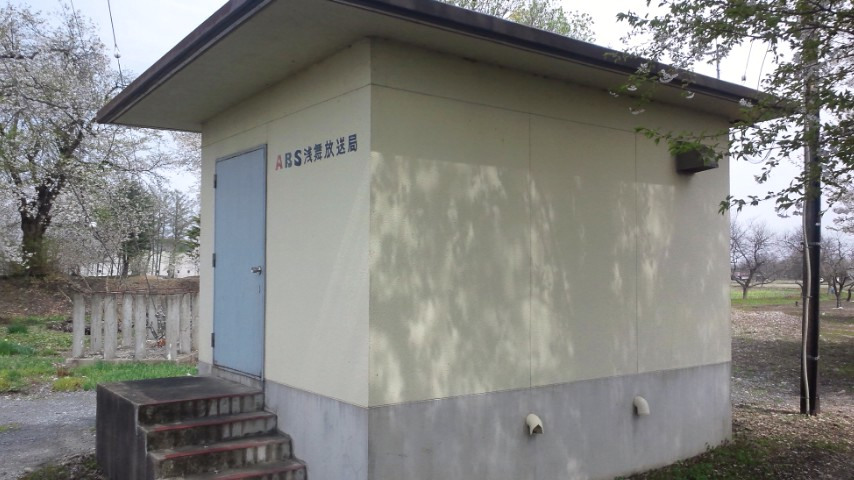
ABSラジオ浅舞放送局局舎（2013年5月）